# Yafran

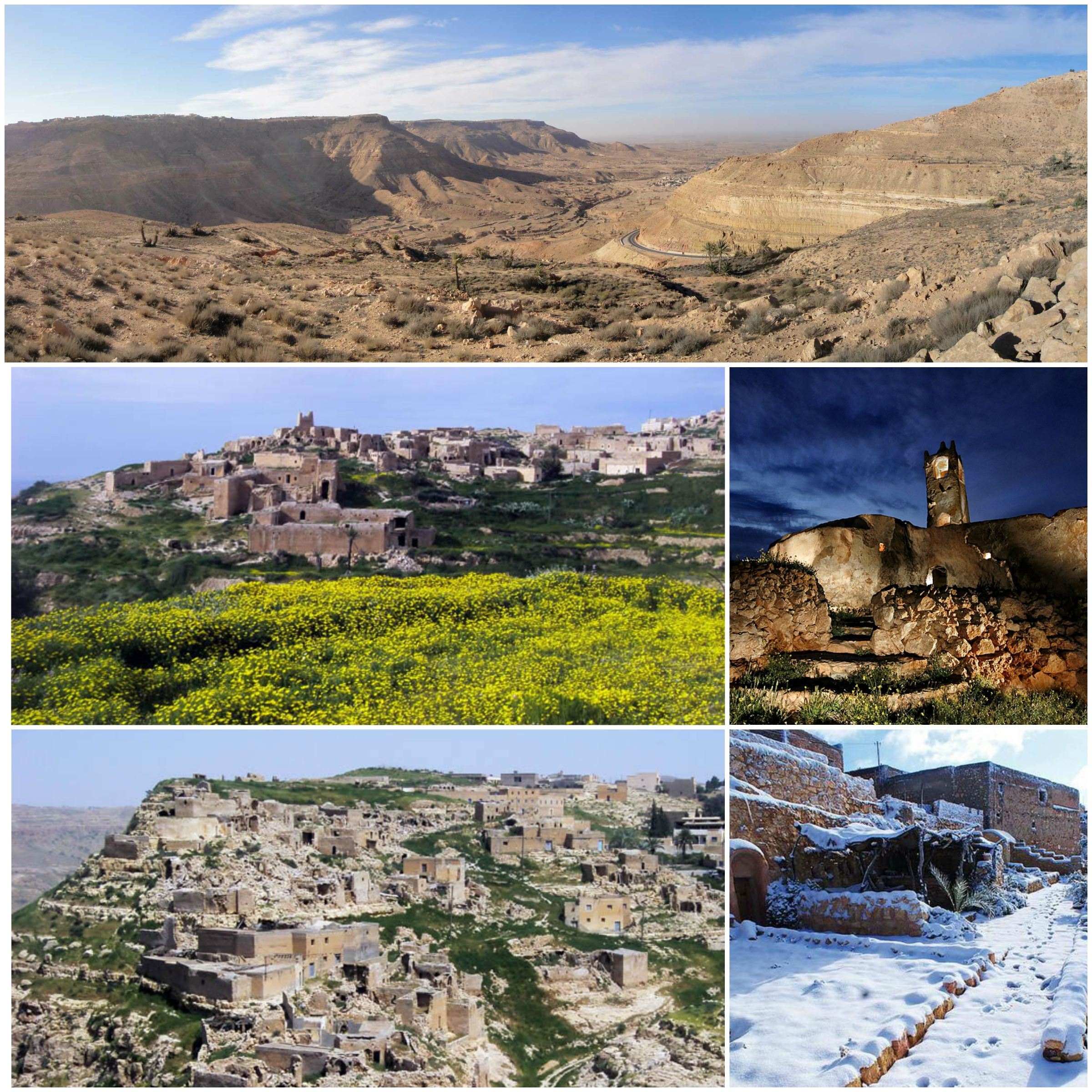
Oben: Der Blick von der Stadt Yafran; Mitte links: Gelbe Blüten im Frühling; Mitte rechts: Antike Kirche in Yafran; Unten links: Die alte Ruinenstadt Yafran Unten rechts: Die schneebedeckten Häuser in Yafran

Yafran (arabisch يفرن, Zentralatlas-Tamazight ⵢⵉⴼⵔⵏ Yifren) ist eine Stadt im Munizip al-Dschabal al-Gharbi im Nordwesten Libyens. Sie liegt rund 100 Kilometer südwestlich von Tripolis und hat 18.460 Einwohner (Stand: 2012). Bis 2007 war Yafran Hauptstadt des dann aufgelösten Munizips Yafran.
Während des Bürgerkriegs in Libyen 2011 wurden das von Rebellen gehaltene Yafran und das benachbarte Al Galaa seit April von Gaddafi-treuen Kräften belagert. Beinahe die gesamte zivile Bevölkerung der beiden Orte ist geflohen.